# Běh na lyžích na Zimních olympijských hrách 2014
Závody v běhu na lyžích na Zimních olympijských hrách 2014 probíhaly od 8. do 23. února 2014 v Centru biatlonu a běžeckého lyžování Laura nedaleko Krasné Poljany.

## Přehled
Na Zimních olympijských hrách 2014 v Soči bylo na programu celkem 12 závodů. Muži a ženy absolvovali skiatlony, individuální sprinty volnou technikou, individuální závody klasickou technikou, štafetové závody, týmové sprinty a závody s hromadným startem volnou technikou. Výsledky z olympijských her se započítávaly do celkového hodnocení Světového poháru v běhu na lyžích 2013/2014.

## Program
Program podle oficiálních stránek.
| Den    | Datum          | Zahájení (UTC+4) | Zahájení (SEČ) | Závod                                                         |
| ------ | -------------- | ---------------- | -------------- | ------------------------------------------------------------- |
| den 2  | 8. února 2014  | 14:00            | 11:00          | skiatlon ženy                                                 |
| den 3  | 9. února 2014  | 14:00            | 11:00          | skiatlon muži                                                 |
| den 5  | 11. února 2014 | 14:00            | 11:00          | individuální sprint volnou technikou muži a ženy, kvalifikace |
| den 5  | 11. února 2014 | 16:00            | 13:00          | individuální sprint volnou technikou muži a ženy              |
| den 7  | 13. února 2014 | 14:00            | 11:00          | 10 km klasickou technikou ženy                                |
| den 8  | 14. února 2014 | 14:00            | 11:00          | 15 km klasickou technikou muži                                |
| den 9  | 15. února 2014 | 14:00            | 11:00          | štafeta 4 × 5 km ženy                                         |
| den 10 | 16. února 2014 | 14:00            | 11:00          | štafeta 4 × 10 km muži                                        |
| den 13 | 19. února 2014 | 13:15            | 10:15          | týmový sprint volnou technikou muži a ženy, kvalifikace       |
| den 13 | 19. února 2014 | 15:45            | 12:45          | týmový sprint volnou technikou muži a ženy                    |
| den 16 | 22. února 2014 | 13:30            | 10:30          | závod s hromadným startem volnou technikou 30 km ženy         |
| den 17 | 23. února 2014 | 11:00            | 8:00           | závod s hromadným startem volnou technikou 50 km muži         |

## Medailové pořadí zemí
| Pořadí | Země            | Zlato | Stříbro | Bronz | Celkově |
| ------ | --------------- | ----- | ------- | ----- | ------- |
| 1.     | Norsko (NOR)    | 5     | 2       | 4     | 11      |
| 2.     | Švédsko (SWE)   | 2     | 5       | 4     | 11      |
| 3.     | Švýcarsko (SUI) | 2     | 0       | 0     | 2       |
| 4.     | Rusko (RUS)     | 1     | 3       | 1     | 3       |
| 5.     | Finsko (FIN)    | 1     | 2       | 0     | 3       |
| 6.     | Polsko (POL)    | 1     | 0       | 0     | 1       |
| 7.     | Francie (FRA)   | 0     | 0       | 1     | 1       |
| 7.     | Německo (GER)   | 0     | 0       | 1     | 1       |
| 7.     | Slovinsko (SLO) | 0     | 0       | 1     | 1       |
| Celkem | Celkem          | 12    | 12      | 12    | 36      |

## Medailisté

### Muži
| Disciplína        | Zlato                                                                            | Výkon     | Stříbro                                                                                    | Výkon     | Bronz                                                                                             | Výkon     |
| ----------------- | -------------------------------------------------------------------------------- | --------- | ------------------------------------------------------------------------------------------ | --------- | ------------------------------------------------------------------------------------------------- | --------- |
| 15 km klasicky    | Dario Cologna · Švýcarsko (SUI)                                                  | 38:29,7   | Johan Olsson · Švédsko (SWE)                                                               | 38:58,2   | Daniel Richardsson · Švédsko (SWE)                                                                | 39:08,5   |
| 50 km volně       | Alexandr Legkov · Rusko (RUS)                                                    | 1:46:55,2 | Maxim Vylegžanin · Rusko (RUS)                                                             | 1:46:55,9 | Ilja Černousov · Rusko (RUS)                                                                      | 1:46:56,0 |
| skiatlon          | Dario Cologna · Švýcarsko (SUI)                                                  | 1:08:15,4 | Marcus Hellner · Švédsko (SWE)                                                             | 1:08:15,8 | Martin Johnsrud Sundby · Norsko (NOR)                                                             | 1:08:16,8 |
| štafeta 4 × 10 km | Švédsko (SWE) · Lars Nelson · Daniel Richardsson · Johan Olsson · Marcus Hellner | 1:28:42,0 | Rusko (RUS) · Dmitrij Japarov · Alexandr Bessměrtnych · Alexandr Legkov · Maxim Vylegžanin | 1:29:09,3 | Francie (FRA) · Jean-Marc Gaillard · Maurice Manificat · Robin Duvillard · Ivan Perrillat Boiteux | 1:29:13,9 |
| sprint            | Ola Vigen Hattestad · Norsko (NOR)                                               | 3:38,39   | Teodor Peterson · Švédsko (SWE)                                                            | 3:39,61   | Emil Jönsson · Švédsko (SWE)                                                                      | 3:58,13   |
| sprint dvojic     | Finsko (FIN) · Iivo Niskanen · Sami Jauhojärvi                                   | 23:14,89  | Rusko (RUS) · Maxim Vylegžanin · Nikita Krjukov                                            | 23:15,86  | Švédsko (SWE) · Emil Jönsson · Teodor Peterson                                                    | 23:30,01  |

### Ženy
| Disciplína       | Zlato                                                                                     | Výkon     | Stříbro                                                                                            | Výkon     | Bronz                                                                                          | Výkon     |
| ---------------- | ----------------------------------------------------------------------------------------- | --------- | -------------------------------------------------------------------------------------------------- | --------- | ---------------------------------------------------------------------------------------------- | --------- |
| 10 km klasicky   | Justyna Kowalczyková · Polsko (POL)                                                       | 28:17,8   | Charlotte Kallaová · Švédsko (SWE)                                                                 | 28:36,2   | Therese Johaugová · Norsko (NOR)                                                               | 28:46,1   |
| 30 km volně      | Marit Bjørgenová · Norsko (NOR)                                                           | 1:11:05,2 | Therese Johaugová · Norsko (NOR)                                                                   | 1:11:07,8 | Kristin Størmer Steiraová · Norsko (NOR)                                                       | 1:11:28,8 |
| skiatlon         | Marit Bjørgenová · Norsko (NOR)                                                           | 38:33,6   | Charlotte Kallaová · Švédsko (SWE)                                                                 | 38:35,4   | Heidi Wengová · Norsko (NOR)                                                                   | 38:46,8   |
| štafeta 4 × 5 km | Švédsko (SWE) · Ida Ingemarsdotterová · Emma Wikénová · Anna Haagová · Charlotte Kallaová | 53:02,7   | Finsko (FIN) · Anne Kyllönenová · Aino-Kaisa Saarinenová · Kerttu Niskanenová · Krista Lähteenmäki | 53:03,2   | Německo (GER) · Nicole Fesselová · Stefanie Böhlerová · Claudia Nystadová · Denise Herrmannová | 53:03,6   |
| sprint           | Maiken Caspersenová Fallaová · Norsko (NOR)                                               | 2:35,49   | Ingvild Flugstad Østbergová · Norsko (NOR)                                                         | 2:35,87   | Vesna Fabjanová · Slovinsko (SLO)                                                              | 2:35,89   |
| sprint dvojic    | Norsko (NOR) · Ingvild Flugstad Østberg · Marit Bjørgenová                                | 16:04,05  | Finsko (FIN) · Aino-Kaisa Saarinenová · Kerttu Niskanenová                                         | 16:13,14  | Švédsko (SWE) · Ida Ingemarsdotter · Stina Nilssonová                                          | 16:23,82  |

## Kvalifikace
Na Zimních olympijských hrách 2014 byla stanovena kvóta 310 startujících závodníků. Každý národní olympijský výbor mohl reprezentovat maximálně 20 závodníků, a to nejvíce 12 mužů nebo 12 žen. Pro účast na olympijských hrách mohli závodníci plnit limity A nebo B.